# Аутлет

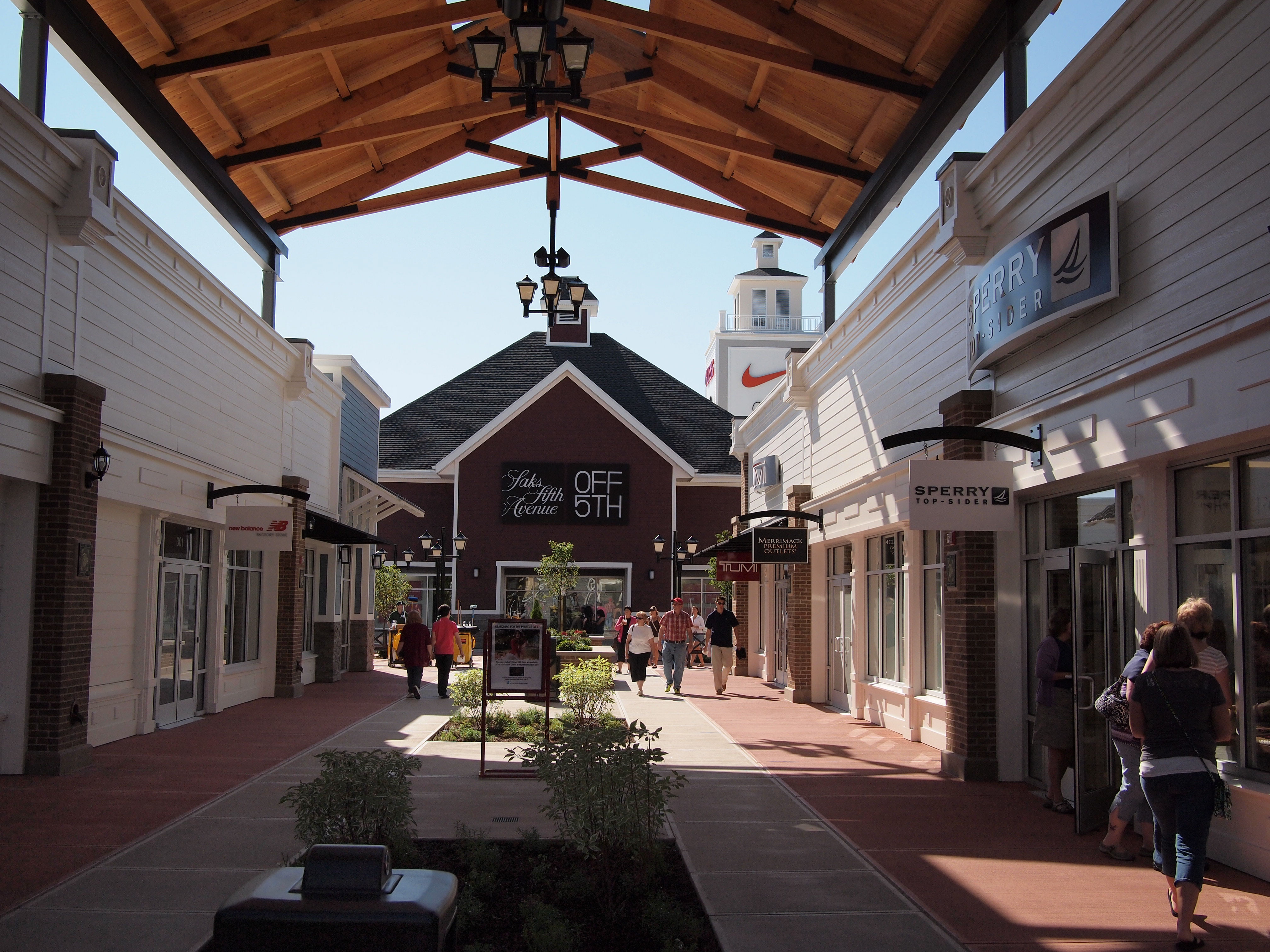
Аутлет-центр Merrimack Premium в Нью-Гэмпшире

Аутлет (англ. Outlet center) — формат магазина, специализирующегося на продаже одежды известных брендов со значительными скидками.

Различаются по видам:
- Фабричный — распродажа залежей товарной продукции на фабриках и заводах производителей.
- Аутлет молл — распродажа залежей товарной продукции на полках лавочек и брендовых магазинов.
- Склад-аутлет — распродажа неликвидного товара внутри компании.

Здания, в которых размещаются аутлеты, минимизируют затраты на обслуживание помещения, что благотворно сказывается на ценах товаров. Аутлеты получили широкое распространение в США и Западной Европе.
Аутлеты представляют собой комплекс закрытого типа или торговые улицы (отмечаются в названии как Village). Включает в себя небольшие магазины, где одежда, обувь и аксессуары сегментов «люкс» и среднего ценового уровня предлагаются со скидками от 30 % до 70 %. В отличие от дисконт-центров, в аутлетах каждый бренд представлен в отдельном магазине, без объединения различных марок в одной торговой точке.
Классический аутлет — это объединение сетевых арендаторов без наличия большого «якорного» магазина. Продавцами здесь выступают донорские компании и владельцы франшиз. В развитых странах аутлеты располагаются в пригородах, на расстоянии до 50-70 км от центра крупного города, вне торговых зон. Ассортимент ограничивается преимущественно фэшн-брендами, товарами для дома и фуд-кортом; продуктовые супермаркеты, бытовая техника и развлекательные учреждения обычно отсутствуют.
На формате аутлетов специализируются такие компании, как Simon Property Group, McArthurGlen, Value Retail, Tanger Factory Outlet Centers, Taubman, Freeport и другие гиганты индустрии.

## История
Аутлеты с начала XX века превратились из небольших фабричных магазинов в глобальный феномен розничной торговли.
Начало XX века: Зарождение концепции. В начале 1900-х годов на восточном побережье США фабрики по производству одежды и обуви начали продавать излишки и бракованную продукцию своим сотрудникам по сниженным ценам. Со временем эти фабричные магазины открыли двери и для широкого круга покупателей. Они обычно располагались прямо на территории фабрик, где производились товары.
1936 год: Первые независимые аутлеты. Компании начали осознавать потенциал продажи напрямую потребителю. В 1936 году производитель мужской одежды Anderson-Little открыл первые аутлеты, которые не были привязаны к фабрикам. Эти магазины располагались далеко от основных торговых центров, чтобы избежать конкуренции с традиционными розничными сетями.
До 1970-х годов аутлеты использовались преимущественно для распродажи остатков и бракованной продукции. Однако в этот период началось активное развитие индустрии. В 1974 году производитель женского белья Vanity Fair открыл первый мультибрендовый аутлет-центр в Рединге, Пенсильвания.
1980-е годы: Появление современных аутлет-центров. В 1980 году был открыт первый крытый аутлет-центр, расположенный в удаленном месте, чтобы минимизировать конкуренцию с существующими розничными магазинами. В течение 1980-х и 1990-х годов аутлет-моллы переживали бурный рост. Ключевыми факторами стали:
- Повышение осведомленности и популярности дизайнерских брендов среди широкой публики.
- Рост значимости качества и ценности товаров для потребителей.
- Признание производителями аутлетов как жизнеспособного альтернативного канала продаж.
- Появление в аутлетах товаров текущего сезона, что изменило их имидж с «магазина распродаж» на полноценный торговый центр.

1990-е — 2000-е годы. Значительное увеличение количества аутлет-моллов в США (со 113 в 1988 до 325 в 1997 году). Демонстрация высокой эффективности бизнес-модели. В 1997 году аутлет-моллы посетили 37 % американцев. Динамика роста продаж в аутлет-моллах США ($6 млрд в 1990 г. до $15 млрд в 2003 г.). Рост продаж на квадратный фут свидетельствует об эффективности использования торговых площадей. Высокие показатели продаж на квадратный фут у Chelsea ($383) и Tanger ($294) указывают на лидерство этих компаний в сегменте и успешность их стратегий. Некоторое сокращение количества аутлет-моллов в США (до 260). Возможно, связано с консолидацией рынка, закрытием менее эффективных объектов. К 2003 произошло некоторое сокращение количества аутлет-моллов в США (до 260). Возможно, связано с консолидацией рынка, закрытием менее эффективных объектов.
Начало 2000-х: Средняя площадь аутлет-молла составляет 213,000 кв. футов (GLA). Увеличение площади отражает расширение ассортимента и рост популярности формата. Аутлет-моллы обычно открывались с площадью от 10 000 до 20 000 кв. метров и со временем расширялись до 50 000-60 000 кв. метров. Средняя площадь аутлет-молла к 2002 году превышала 21 000 кв. метров. В них размещалось свыше 14 000 магазинов на общей площади более 5 млн кв. метров.
Международная экспансия. Аутлет-моллы стали глобальным явлением, распространившись в Европу и Азию. Европа: Компания BAA McArthurGlen стала ведущим разработчиком аутлет-моллов, открыв с 1993 года тринадцать центров в Великобритании, Франции, Италии, Нидерландах и Австрии. Япония: В конце 1990-х годов началось активное развитие аутлетов. В 1999 году американский девелопер Chelsea в сотрудничестве с Mitsubishi Estate Co. и Nissho Iwai Corp. основал Chelsea GCA Japan, открыв три аутлет-молла с планами дальнейшего расширения.
Развитие аутлетов расширило рынок дизайнерской одежды, предоставив доступ к брендам более широкой аудитории и изменив привычные модели потребительского поведения. Эти центры стали не просто местом распродаж, а полноценными торговыми площадками, влияющими на общие тенденции в розничной торговле.

## Заблуждения потребителей
Аутлет магазины завоевали популярность в США благодаря предложению высококачественных товаров по сниженным ценам, но существует ряд распространенных заблуждений, связанных с их деятельностью и характеристиками:
- Не все магазины в аутлетах являются аутлетами: В популярных аутлет-центрах могут присутствовать как собственно аутлет магазины, так и дисконтные, офф-прайс и обычные розничные точки продаж. Потребителю важно не только ориентироваться на местоположение, но и на конкретную специализацию и политику магазинов.
- Цены не всегда ниже: Несмотря на распространенное мнение, цены в аутлетах не всегда ниже, чем в стандартных розничных магазинах. Потребители часто заблуждаются, считая, что каждый товар в аутлетах автоматически является выгодной покупкой. Поэтому рекомендуется предварительно сравнить цены, чтобы принять осознанное решение о покупке.
- Отличия в качестве: Многие производители создают специальные линейки продукции именно для аутлетов, где используются материалы более низкого качества по сравнению с товарами в продаже в основных сетях розничной торговли. Потребители должны быть готовы к тому, что покупка по брендовой этикетке не гарантирует полное соответствие качеству флагманской линии. По данным исследовательской фирмы Buxton (DaveRamsey, 2014), около 86 % товаров производятся специально для продажи в аутлетах.
- Ограниченные сервисные услуги: Аутлеты часто предлагают меньше услуг, связанных с возвратом товара. Например, возврат может быть ограничен короткими временными рамками, или же возврат денежных средств может быть невозможен.

## Экономика
Аутлет-центры прошли эволюционный путь от центров распродаж избыточных запасов до важного элемента современных розничных стратегий. Согласно данным Green Street Advisors (RetailWire, 2017), за последние пять лет годовой объём продаж в аутлет-центрах удвоился, достигнув порядка 50 млрд долларов США, что свидетельствует о растущей значимости этого канала сбыта. Этот рост отражен в стратегиях крупных ритейлеров, таких как Saks и Coach, которые значительно увеличили свое присутствие в сегменте аутлет-центров в период с 2011 по 2014 год (с 57 % до 66 % для Saks и с 29 % до 38 % для Coach, Kapner, 2014). Такие компании как Macy’s, открывают небольшие аутлет-магазины, некоторые из которых расположены рядом с основными магазинами или непосредственно в них. Такой подход позволяет снизить издержки и удовлетворить спрос покупателей на более дешевые товары. По данным IBISWorld, в 2023 году объём сектора аутлетов в США достиг 64,9 миллиарда долларов, при этом по всей территории страны распределено 342 торговых центра аутлет-формата.
Исследование показало: аутлеты жизненно важны для модных брендов. Они привлекают покупателей с таким же доходом, как и у клиентов основных магазинов, но менее озабоченных последними трендами и готовых ехать дальше ради скидок. Аутлеты позволяют брендам удовлетворить сегмент рынка чувствительный к ценам, снижая риск при запуске новых продуктов. Без них прибыль могла бы упасть на 23 %, а количество новинок сократиться на 16 %. С ростом электронной коммерции ритейлерам предстоит найти новые способы разделения аудиторий, ведь онлайн-продажи стирают географические границы и меняют правила игры.
Исследования показывают, что основная аудитория аутлетов — женщины среднего возраста с доходом выше среднего. В 2002 году: средний доход домохозяйства составлял почти $57 000. 42 % имели высшее образование. 62 % были младше 50 лет. Среднее время в пути до аутлета составляло от 30 до 80 миль (от 48 до 128 км), что делало поездку особенно привлекательной. Покупатели проводили в аутлетах в среднем более двух часов и тратили на 79 % больше, чем в обычных торговых центрах.

## Аутлеты в России
По некоторым оценкам, к 2007 году Москве действовало более трёх десятков предшественников настоящих аутлетов в виде разнообразных магазинов элитных распродаж, от обширных галерей до небольших бутиков, находящихся на грани закрытия. Среди подобных числился Grandi Firme Outlet, который, несмотря на впечатляющий ассортимент мировых luxury-брендов на площади 3000 м², прекратил своё существование в конце 2006 года. В его стенах предлагались изделия от Cerruti, D&G, Emanuel Ungaro, Gianfranco Ferré, Iceberg, Jean Paul Gaultier, MaxMara, Replay, Richmond, Roberto Cavalli, Trussardi, Valentino, Versace и других именитых дизайнеров.
Формат крупных аутлет-центров европейского уровня начал реализовываться в России с начала 2010-х годов, когда были объявлены планы строительства от международных девелоперов Fashion House Development, Hines и других.. До открытия объектов международных девелоперов, в сентябре 2011 году появился первый крупный аутлет-проект закрытого типа, основанный на быстрой реконцепции существующих торговых центров — «Брендсити» в Москве (бывший «Вэймарт») с арендной площадью 26 тыс. м². Стоимость всего объекта с учётом затрат на реконцепцию составила более $130 млн. Уникальной особенностью проекта являлось и то, что в течение всего срока реконструкции ТРЦ было открыт для посетителей. «Брендсити» позиционировался как аутлет-центр, но сохранил значительную часть прежних арендаторов («М.Видео», «Старик Хоттабыч», «Спортмастер», «Л’Этуаль» и др.), не соответствующих формату. Аналогичная стратегия применялась и в ТК «Савеловский», иллюстрируя ранние попытки адаптации аутлет-модели к российскому рынку, часто не достигавшие полноценного соответствия концепции классического аутлета.

### Москва
С начала 2010-х годов в Подмосковье появились следующие полноценные аутлет-центры: первый в России — Outlet Village Belaya Dacha начал работу в августе 2012 года, Vnukovo Outlet Village в 2013 года, Fashion House Outlet Centre Moscow в 2016 году. В июне 2020 года состоялось открытие Arkhangelskoye Outlet, первого в России торгового центра формата аутлет, ориентированного на бренды премиального и люксового сегментов. В октябре 2021 году открылся аутлет Novaya Riga Outlet Village.
XL Family Outlet (Москва, Ярославское шоссе): реконцепция ТРЦ XL-3 в аутлет-формат (март 2019). Реконструкция проведена без закрытия объекта, с сохранением якорных арендаторов (гипермаркет, аквапарк, кинотеатр, боулинг). Fashion-операторы (Ecco, Westland, Paper Shop и др.) перешли на аутлет-формат.

### Санкт-Петербург
Outlet Village Пулково — первый в Санкт-Петербурге аутлет-комплекс европейского уровня, открывшийся в октябре 2015 года. Комплекс насчитывает более 100 магазинов известных торговых марок. Посетители могут приобрести коллекции прошлых сезонов от мировых брендов со скидками от 30 % до 70 %, а в дни сезонных распродаж — до 80 %. На территории расположены рестораны и кафе, включая «Буду кофе», Subway и Shooga; в 2018 году открылась новая ресторанная зона Food Hall. Для удобства посетителей с детьми работают несколько игровых площадок. Outlet Village Пулково расположен в 1 км от международного аэропорта Пулково, в 2 км от КАД и в 20 минутах езды от центра Санкт-Петербурга.
Fashion House Аутлет Таллинское — первый крытый аутлет-центр в Санкт-Петербурге, открытый в ноябре 2019 года. Расположен на Таллинском шоссе. Архитектура в стиле Бенилюкса, интерьеры отражают европейские модные столицы. В благоустройстве территории использованы гранитные плиты (Исетский гранит, Габбро) и бордюры от компании РОК (объемом 550 м² и 55 мп соответственно). РОК также изготовила 9 информационных табличек из мрамора Crema Marfil.

### Региональные аутлеты
Brands’ stories Outlet Center Ekaterinburg — первый региональный аутлет-центр за пределами Москвы и Санкт-Петербурга, открытый в декабре 2018 года. Крытый комплекс с арендной площадью 10 тыс. м²., стилизованный под европейский городок. Арендаторы: Tom Tailor, Guess, Kanzler, «Снежная Королева», Incanto, Milavitsa, Mezzatorre, Albione, Gabbiacci и др. Включает кафе, зоны отдыха и детскую площадку. Потенциальная зона охвата: 5,5 млн чел. (Екатеринбург, Челябинск, Пермь, Тюмень, города Свердловской области).
В 2021 году открылся Letout Outlet Mall в Самаре — пример успешной трансформации устаревшего, существовавшего с 1996 года, торгового центра в современный многофункциональный комплекс. Столкнувшись с высокой конкуренцией и низкой заполняемостью, объект прошёл радикальную реконцепцию под руководством европейского агентства ESP Design Studios во главе с Тони Йоргенсом. Новая архитектурная концепция и ребрендинг позволили создать пространство, нацеленное на максимальное время пребывания посетителей, сочетая шопинг, развлечения и гастрономию. В состав комплекса входят термальный комплекс «Самарские термы» площадью 25 000 м² — один из крупнейших в России, единственный в области океанариум, боулинг нового формата Brooklyn Bowl, батутная арена, крытое футбольное поле, фитнес-центр и кинотеатр.

### Аутлеты на границе
Zsar Outlet Village, открывшаяся в 2018 году, стала первой финской аутлет-деревней, расположенной в непосредственной близости от российско-финской границы, всего в 500 метрах от КПП Ваалимаа (Торфяновка). Инвестиции в проект оценивались в 40 млн евро. Среди представленных марок были Armani, Flavio Castellani, Osprey London, Adidas, Hugo Boss, Roberto Cavalli и другие. Посетителям предлагались скидки от 30 % до 70 %, а также возможность оформить Tax Free ежедневно. Несмотря на выгодное расположение и амбициозную концепцию, Zsar столкнулась с проблемами ещё до начала пандемии COVID-19. Аутлет-деревне не удалось привлечь достаточное количество брендов и покупателей, что привело к накоплению долгов на сумму 190 тыс. евро. В 2020 году, на фоне отсутствия туристов из-за введенных ограничений, комплекс был вынужден закрыться на несколько месяцев. После повторного открытия поток посетителей составил лишь около 50 % от допандемийных показателей. В течение последующих трех лет усилия по восстановлению и эффективной работе Zsar не увенчались успехом. Осенью 2022 года аутлет объявил о банкротстве и окончательном закрытии.

### Доставка из аутлетов
Сообщается, что в 2022 году первый в России маркетплейс на базе аутлетов подключил опцию доставки на дом. Сервис был доступен во Vnukovo Outlet Village и носил название Vnukovo Outlet Online. В 2024 году на официальном сайте Vnukovo Outlet Village функционировала платформа только для поиска и бронирования товаров в оффлайн магазинах аутлет-центра.